# Augusto César Proença
Augusto César Proença (Corumbá, 15 de agosto de 1937) é um professor, contista e historiador brasileiro, pesquisador da cultura pantaneira.
É formado em Letras pela Faculdade de Filosofia, Ciência e Letras da Região dos Lagos, de Cabo Frio, e membro da Academia Sul-Matogrossense de Letras, da Academia Corumbaense de Letras e do Sindicato dos Escritores do Rio de Janeiro.

## Obras
- Snackbar (1979);
- Raízes do Pantanal (1989);
- A Sesta (1993);
- A condução (1995);
- Pra qualquer lugar (1995);
- Nessa poeira não vem mais seu pai (1996);
- Pantanal: gente, tradição e história (1997);
- Corumbá de todas as graças (2003);
- Memória Pantaneira (2004)
- Rodeio(2005)

Filmes baseados em sua obra:
"O caso de Joanita" - baseada em conto homônimo de "Snackbar"
"A poeira".